# The Age of Love
A The Age of Love a Scooter kislemeze, mely a közel azonos című album második kislemeze volt, mely 1997. augusztus 11-én jelent meg.
A dal a Brad Fiedel által szerzett Terminátor-főcímdal feldolgozása, kicsivel lassabb tempóban, mint amilyenben a Scooter korábban alkotott. Megjelenése majdnem egybeesett a Terminátor 2 című filmben megemlített Ítélet Napja dátumával.

## Számok listája
Eredeti kislemez
Az eredeti változat többféle formátumban megjelent. A normál és a limitált kiadás között érdemben nincs különbség (a normál kiadáson a számok sorrendje eltér a borítón olvashatótól, a limitált kiadás CD-je pedig másként néz ki). Papírtokos kiadásban is megjelent, azon nem szerepel a Club Mix változat. Érdekesség, hogy a bakelit-változat mellett kazettán is kiadták: Németországban a "Turn Up That Blaster" mindkét oldalra felkerült, Magyarországon csak a B-oldalra. A "Turn Up That Blaster" gyakorlatilag a Club Mix egy másik variációja, melyben hallhatóak olyan hangeffektek is, amelyek öt évvel később a "Nessaja" című számban is szerepeltek.
1. The Age of Love – 03:50
2. The Age of Love (Club Mix) – 05:20
3. Turn Up That Blaster – 06:07

The Age of Love Remixes
1997. szeptember 11-én megjelent a kislemez csak remixeket tartalmazó változata CD-n és bakelitlemezen. Ennek a borítója némiképp más, új fénykép került rá. A CD-változatra felkerült a videoklip alatt hallható verzió. Ezek a dalok csak jóval később, 2013-ban, az "Age of Love (20 Years of Hardcore Expanded Edition)" kiadványra kerültek fel legközelebb és váltak újra megvásárolhatóvá. A remixek egyikét a Triple S szerezte, amely a későbbi Scooter-tag, Michael Simon projektje.
1. S/M in Motion Remix – 06:24
2. DJ Errik's Destruction Mix – 06:35
3. Triple S Funky Remix – 05:13
4. Mad Man In Love Remix – 08:38
5. Original Video Edit – 03:50

## Más változatok
A dal képezte a Cobra 11 című filmsorozat 2. évad 11. részében ("A hírnév átka") a fő konfliktust. Az epizódban egy kiadatlan dal ("Abracadabra") és a "The Age of Love" is szerepeltek, ez utóbbi miatt egy rivális zenész, aki szintén ezen a néven akart kihozni egy dalt, elrabolta H.P. Baxxtert, úgy érezve, hogy elvették tőle a sikeresség lehetőségét.
1999-ben felkerült élőben rögzített változata a Back to the Heavyweight Jam	album limitált kiadására.
2014-ben a "20 Years of Hardcore Tour" során a "The Age of Love" dallam-motívumai szerepeltek a turné intrójában.
2019-ben a Scooterhez frissen csatlakozott Sebastian Schilde modernizálta a dalt, amely a koncertek programjába is felkerült, "Nacho Remix" alcímmel.

## Videoklip
A dal klipje 1997-ben ANIMAGO-díjat nyert, és szokatlanul nagy költségvetésből készült. A futurisztikus hangvételű videóban az extrém ruházatba felöltöztetett és kisminkelt Scooter-tagok segélyhívást kapnak egy bolygóról, ahol egy gonosz nő ármánykodásai miatt megszűnt a béke és a szeretet. A főhősökre vár a feladat, hogy megmentsék a bolygó lakóit.

## Közreműködtek
- H.P. Baxxter (ének, szöveg)
- Rick J. Jordan, Ferris Bueller (zene)
- Jens Thele (producer)
- Shahin Moshirian (lemez-szkreccselés hangeffektek)
- Marc Schilkowski (borító)
- Michael Malfer (borítófotó)

### Remixek
- Stefan Grünwald, Mirko von Schlieffen (S/M In Motion Remix)
- DJ Errik
- Stephan Browarczyk, Shahin Moshirian, Michael Simon (Triple S)
- Mega 'lo Mania (Mad Man In Love Remix)
- Rick J. Jordan (Original Video Edit)